# Gendarmerie de l'État de la Cité du Vatican
Le Corps de gendarmerie de l'État de la Cité du Vatican (en italien : Corpo della gendarmeria dello Stato della Città del Vaticano) est — avec la Garde suisse pontificale — responsable de la sécurité du pape. La gendarmerie assure également la protection de la Cité du Vatican et des bâtiments jouissant de l'extraterritorialité, le maintien de l'ordre public et veille à l'application des lois. Placée sous la tutelle de la Direction des services de sécurité et de protection civile du Gouvernorat de l'État de la Cité du Vatican, elle était composée, en octobre 2012, de 150 hommes, pour un effectif théorique de 197 hommes.

## Historique
Par un motu proprio du 14 juillet 1816, le pape Pie VII fonde la gendarmerie pontificale sous l'appellation de "carabiniers". En 1851, le pape Pie IX donne le nom de "gendarmerie". À quelques jours du centième anniversaire de la prise de Rome par les troupes italiennes, le pape Paul VI supprime les unités militaires du Vatican, Garde noble et Garde palatine d'honneur, à l'exception remarquable de la Garde suisse pontificale. La loi LXVII du 15 décembre 1970 modifie le nom de la gendarmerie pontificale, qui devient le Bureau central de surveillance (en italien : Ufficio centrale di vigilanza). À sa dissolution, la gendarmerie pontificale avait un effectif total de 154 hommes (un capitaine major, trois lieutenants, 37 sous-officiers et 113 gendarmes).
Par la loi CLXVIII du 25 mars 1991, le Bureau central de surveillance, sous Jean-Paul II, est renommé Corps de surveillance de l'État de la Cité du Vatican. Par la Loi CCCLXXIV du 2 janvier 2002, la gendarmerie reçoit son nom actuel de Corps de gendarmerie de l'État de la Cité du Vatican (en italien : Corpo della gendarmeria dello Stato della Città del Vaticano). Enfin, par la loi CCCLXXXIV du 16 juillet 2002, la gendarmerie est intégrée dans la nouvelle Direction des services de sécurité et de protection civile du Gouvernorat de l'État de la Cité du Vatican.
Depuis le 7 octobre 2008, l'État de la Cité du Vatican est membre d'Interpol.

## Missions
La première mission de la gendarmerie est la protection du pape, que cela soit au Vatican ou lors de ses déplacements en Italie et à l'étranger. Cette mission est assurée en collaboration avec la garde suisse pontificale. Habituellement, la gendarmerie assure la protection du pape sur sa gauche et la garde suisse pontificale sur sa droite. Ainsi, le 24 décembre 2009, c'est le préfet de la gendarmerie, Domenico Giani, qui a tenté d'arrêter une femme italo-suisse ayant fait chuter le pape Benoît XVI au cours de la procession d'entrée de la messe de minuit dans la basilique Saint-Pierre, et auparavant, le 6 juin 2007, c'est le commandant de la garde suisse pontificale, le colonel Elmar Theodor Mäder, qui a stoppé un Allemand s'étant lancé sur la voiture du pape au cours de l'audience générale du mercredi, place Saint-Pierre.
La gendarmerie assure également le contrôle d'accès au territoire de l'État de la cité du Vatican (sauf à la porte de bronze, entrée principale du palais apostolique car la surveillance du palais est du seul ressort de la garde suisse pontificale) ainsi que dans les propriétés du Saint-Siège jouissant du privilège de l'extraterritorialité en vertu des accords du Latran. Elle garantit le maintien de l'ordre ainsi que la protection des personnes et des biens. Elle exerce les fonctions de police administrative, judiciaire, douanière, ainsi que la régulation et le contrôle de la circulation routière.
En l'absence du pape — selon les dispositions de l'article 3 des accords du Latran — la sécurité de la place Saint-Pierre est assurée par la police d’État italienne, qui dispose d'un Inspectorat de sécurité publique près le Vatican de 150 agents, dont l'état-major est situé au 12, via del Mascherino, à quelques pas de la colonnade de la place Saint-Pierre. Cet Inspectorat participe à également l'escorte et la sécurité du Pape, du Cardinal secrétaire d'État, du Cardinal doyen du Collège des cardinaux et des autres hautes personnalités venant ou allant au Vatican lorsqu'elles sont en territoire italien.
Le 13 mai 1981, après avoir tenté d'assassiner le pape Jean-Paul II, le Turc Mehmet Ali Ağca fut arrêté sur la place Saint-Pierre par les hommes du Bureau central de surveillance qui le remirent immédiatement aux forces de l'ordre italiennes.
Le 23 mai 2012, la gendarmerie pontificale — qui enquêtait sur l'affaire des fuites au Vatican, dite  « Vatileaks » — procède, après permission donnée par le pape, à l'arrestation du majordome personnel du pape Benoît XVI, Paolo Gabriele, pour possession illégale de documents pontificaux confidentiels. Il est détenu provisoirement dans une des 3 « salles sécurisées » de la caserne de la gendarmerie, de son arrestation jusqu'au 21 juillet 2012. Il est ensuite condamné pour vol aggravé et incarcéré, dans cette même caserne, du 26 octobre au 22 décembre 2012, jour où le pape Benoît XVI le gracie.
Peu après l'affaire Vatileaks, le pape Benoît XVI remercie publiquement la gendarmerie pour son service, lors d'une audience spéciale qu'il lui accorde. « Cette circonstance me donne l’occasion de vous exprimer avec des sentiments intenses, mon estime, mon vif encouragement et surtout ma profonde reconnaissance pour le travail généreux que vous accomplissez avec discrétion, compétence et efficacité, et non sans sacrifice. Presque chaque jour, j’ai l’occasion de rencontrer l’un d’entre vous dans les divers postes de service et de constater en personne le professionnalisme dont vous faites preuve, en collaborant pour garantir la surveillance du pape, ainsi que l’ordre nécessaire et la sécurité de tous ceux qui résident dans l’État ou de ceux qui prennent part aux célébrations et aux rencontres qui se déroulent au Vatican. Le Corps de la gendarmerie est appelé à accomplir, parmi ses divers devoirs, celui d’accueillir avec courtoisie et gentillesse les pèlerins et les visiteurs du Vatican, qui arrivent de Rome, de l’Italie et de toutes les parties du monde. Ce travail de surveillance et de contrôle, que vous accomplissez avec zèle et sollicitude, est certainement considérable et délicat : il exige parfois une grande patience, persévérance et disponibilité à l’écoute. Il s’agit d’un service très utile au déroulement serein et sûr de la vie quotidienne et des manifestations religieuses de la Cité du Vatican. Dans chaque pèlerin ou visiteur, sachez voir le visage d’un frère que Dieu place sur votre chemin ; vous devez donc l’accueillir avec gentillesse et l’aider, le considérant comme un membre de la grande famille humaine. »

## Organisation
Pendant leur période d'essai de deux ans, les gendarmes vivent à la caserne de la gendarmerie dans l'enceinte de la Cité du Vatican. Leur service s'effectue par roulement de 48 heures.
Outre les différents points de contrôle aux entrées et dans les jardins du Vatican, les gendarmes sont également de faction dans les différentes cours du palais apostolique. Depuis le Jubilé de l'an 2000, ils disposent d'un centre opérationnel de commandement et de contrôle regroupant les systèmes d'alarme et de vidéosurveillance.
En 2007, la fanfare du Corps de gendarmerie de l'État de la Cité du Vatican est recréée. Elle est actuellement composée de près de 100 musiciens, tous bénévoles, diplômés du Conservatoire.
En 2008, sont créées deux unités spécialisées dépendant directement du préfet de la gendarmerie : le groupe d'intervention rapide (GIR) (en italien : Gruppo Intervento Rapido) qui est une unité spécialisée dans l'antiterrorisme et l'unité de déminage (en italien : Unità Antisabotaggio).

## Effectifs

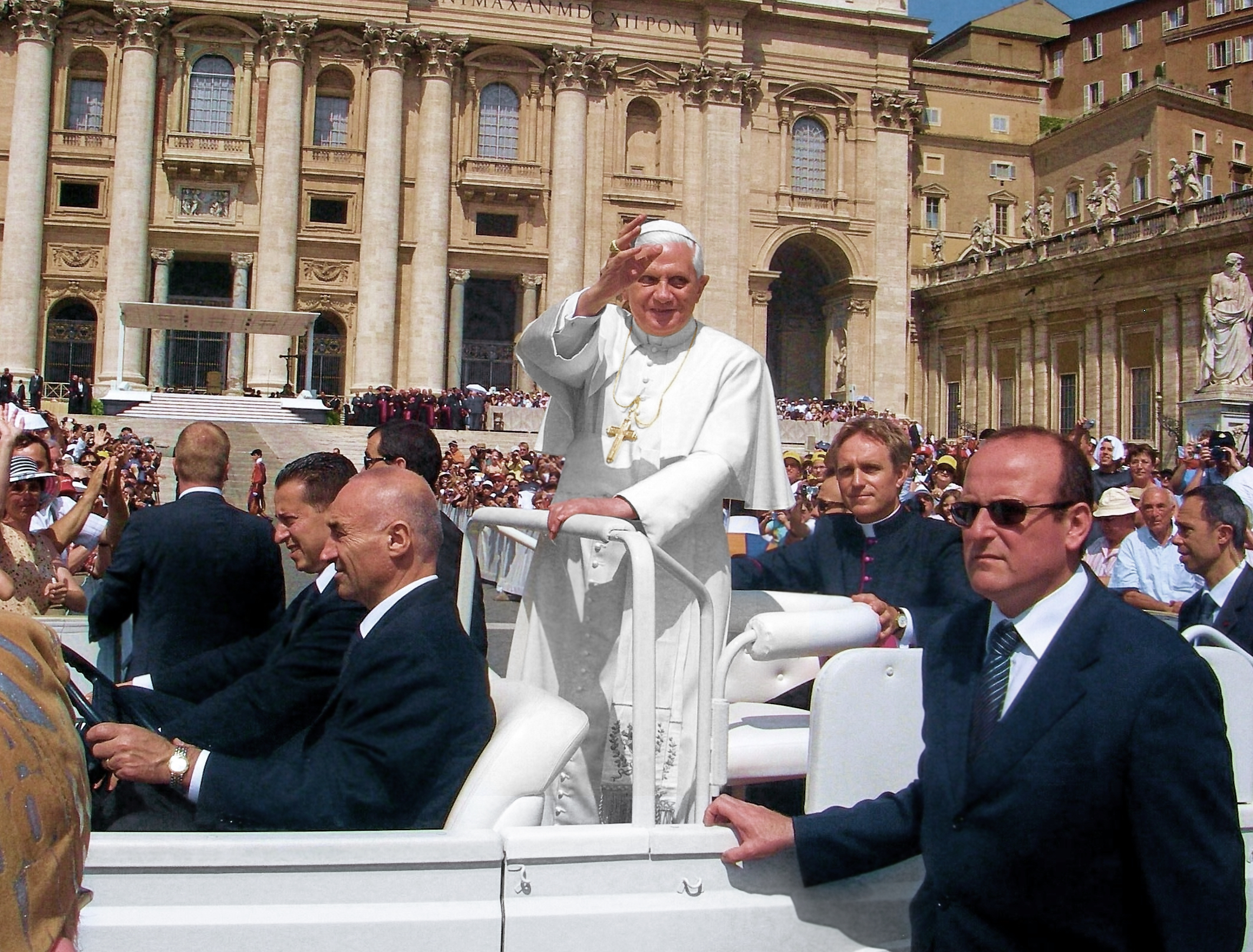
Au premier plan, Domenico Giani, préfet du Corps de la Gendarmerie de l'État de la cité du Vatican

Le commandant de la gendarmerie est appelé "préfet". Il est nommé par le pape pour 5 ans, reçoit la citoyenneté vaticane pour la durée de ses fonctions, est membre de la famille pontificale et réside dans la Cité du Vatican. Depuis le 3 juin 2006, le préfet du Corps de la Gendarmerie de l'État de la cité du Vatican est Domenico Giani (né le 16 août 1962), ancien officier de la garde des finances (en italien : Guardia di Finanza) qui a servi ensuite dans les services de renseignements italiens et à la sécurité de la présidence du conseil des ministres de la république italienne. Domenico Giani était, depuis 1999, l'adjoint de Camillo Cibin, commandant historique de la sécurité du Vatican, entré au service de la gendarmerie pontificale en 1948 et devenu premier responsable du Bureau central de surveillance en 1971.
Le préfet est assisté d'un directeur général (nommé par le pape pour 5 ans, citoyen et résident Vatican) et de deux directeurs adjoints.
La gendarmerie reçoit l'aide des bénévoles de l'Association saints Pierre et Paul (héritière des traditions de la Garde palatine d'honneur) pour assurer la surveillance quotidienne de la basilique Saint-Pierre et aussi pour le service d'ordre des célébrations liturgiques présidées par le pape.

### Citoyenneté
Les gendarmes ne possèdent pas automatiquement la citoyenneté vaticane, contrairement aux gardes suisses qui l'obtiennent, de façon temporaire, pendant la durée de leur service. Toutefois, sur proposition du préfet de la gendarmerie, les gendarmes peuvent obtenir cette citoyenneté. Cette concession peut être révoquée à tout moment et ne donne droit à aucun logement sur le territoire du Vatican.

### Recrutement
Les gendarmes sont recrutés parmi les hommes, célibataires, mesurant plus de 1,78 m, âgés de plus de 21 ans et de moins de 25 ans, diplômés des études secondaires, connaissant au moins une langue étrangère en plus de leur langue maternelle et satisfaisant à l'examen médical psychique et physique. C'est le préfet de la gendarmerie avec l'aumônier qui sont coresponsables du processus de présélection des candidats.
Les élèves gendarmes sont titularisés après deux ans de stage, à l'issue d'un examen spécial d'aptitude qui comprend des épreuves écrites, orales, techniques et sportives. Ils peuvent alors prêter serment.
La formation des gendarmes s'effectue en collaboration avec la police italienne et d'autres forces de police comme le FBI qui a ouvert un stage à l'unité de déminage.

### Grades
Le tableau d'effectifs théoriques - approuvé le 10 juillet 2009, par le cardinal président du gouvernorat - prévoit :
- Officiers :
  - 3 chefs de service
  - 8 commissaires principaux
  - 16 commissaires
  - 32 inspecteurs
  - 40 vice-inspecteurs
- 94 gendarmes.

Les promotions ont lieu, en fonction des places de disponibles, sur choix du commandement ou sur concours. Pour être admissible à une promotion, il faut justifier d'une appréciation pas inférieure à "Bonne", les deux années précédentes.

### Aumônerie
Deux aumôniers sont affectés à la gendarmerie vaticane. Ils sont nommés par le pape pour 5 ans et résident au Vatican. Ils célèbrent la messe pour les gendarmes et les sapeurs pompiers, tous les jours à 7h, à l'église San Pellegrino, à proximité immédiate de la caserne de la gendarmerie. Cette chapelle, dédiée à saint Peregrinus, évêque et martyr, était précédemment attribuée à la Garde suisse pontificale, du 8 décembre 1659 au 21 juin 1977.

### Uniforme

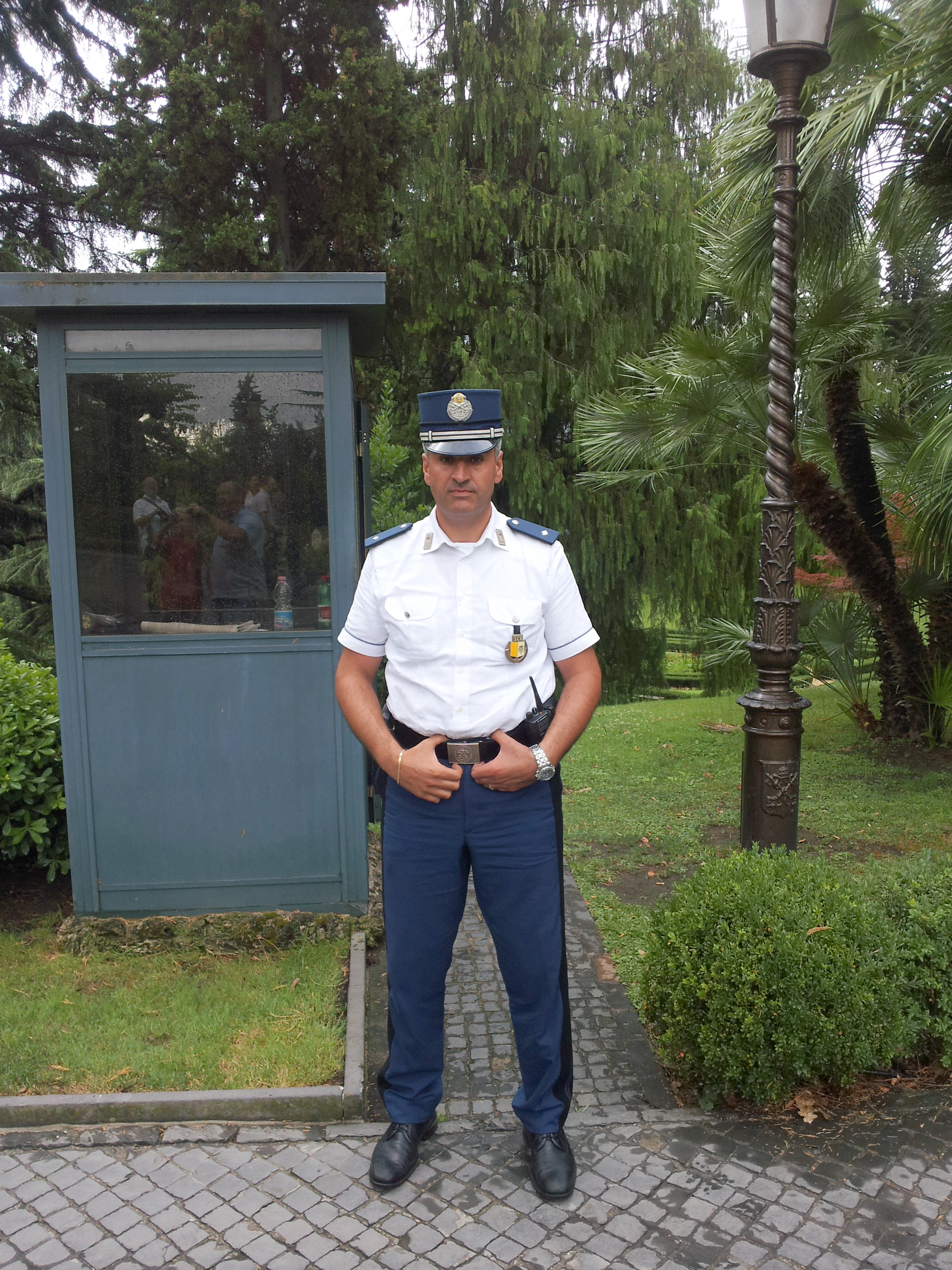
Gendarme de la Cité du Vatican qui monte la garde dans les jardins du Vatican.

Depuis juin 2008, les gendarmes ont adopté un nouvel uniforme qui s'inspire des anciens uniformes de la gendarmerie pontificale. Képi bleu avec cordelette noire et insigne métallique ; chemisette blanche avec col ouvert et épaulettes noires portant les insignes de grades ; pantalon bleu avec deux bandes latérales noires de 3 cm pour les gendarmes et une de 1 cm pour les officiers ; chaussures noires. Veste bleue avec boutons argentés (avec broderies pour les officiers) et cravate noire pour les cérémonies. En hiver, blouson bleu foncé imprimé "Gendarmeria" pour les services ordinaires ou grande cape doublée de rouge pour les cérémonies.
Pour certains services d'honneur, ils conservent l'uniforme de gala de l'ancienne gendarmerie pontificale. Cet uniforme est proche de celui des grenadiers de la Garde impériale du Premier Empire avec bonnet à poil ou bicorne et les aiguillettes blanches, héritées, comme celles des gendarmes français, de l'uniforme de la maison militaire du roi de France.

## Moyens

### Véhicules

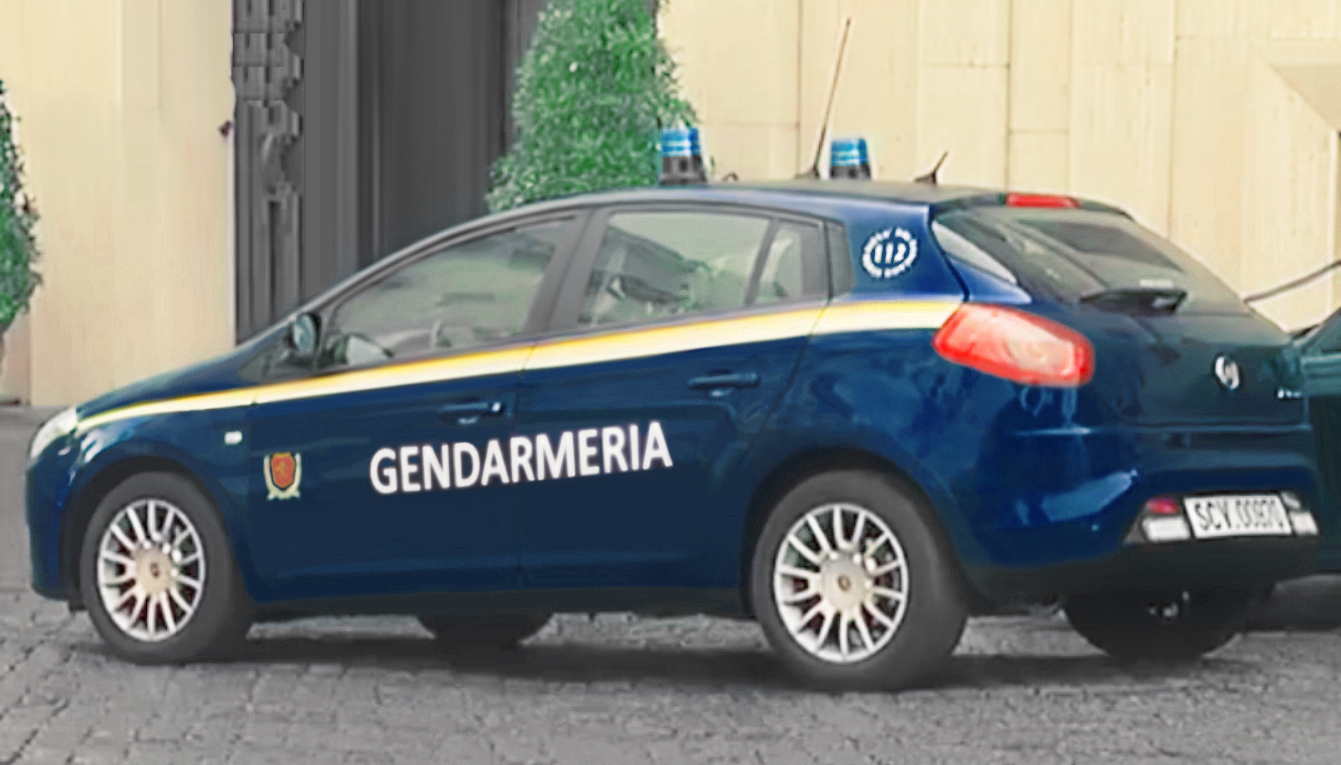
Fiat Bravo de la Gendarmerie vaticane

La gendarmerie dispose d'un certain nombre de véhicules. Le 29 septembre 2011, au cours d'un défilé, ont été ainsi présentés :
- deux motos Ducati Multistrada 1200[24] ;
- deux Smart électriques[25] ;
- une Fiat Bravo équipée du système de lecture automatique de plaques minéralogiques[25] ;
- deux Volkswagen Passat d'escorte[25] ;
- une Mercedes-Benz Classe G pour le Groupe d'intervention rapide[25] ;
- un Fiat Ducato pour le PC mobile[25] ;
- un Iveco Daily pour l'unité de déminage[25].

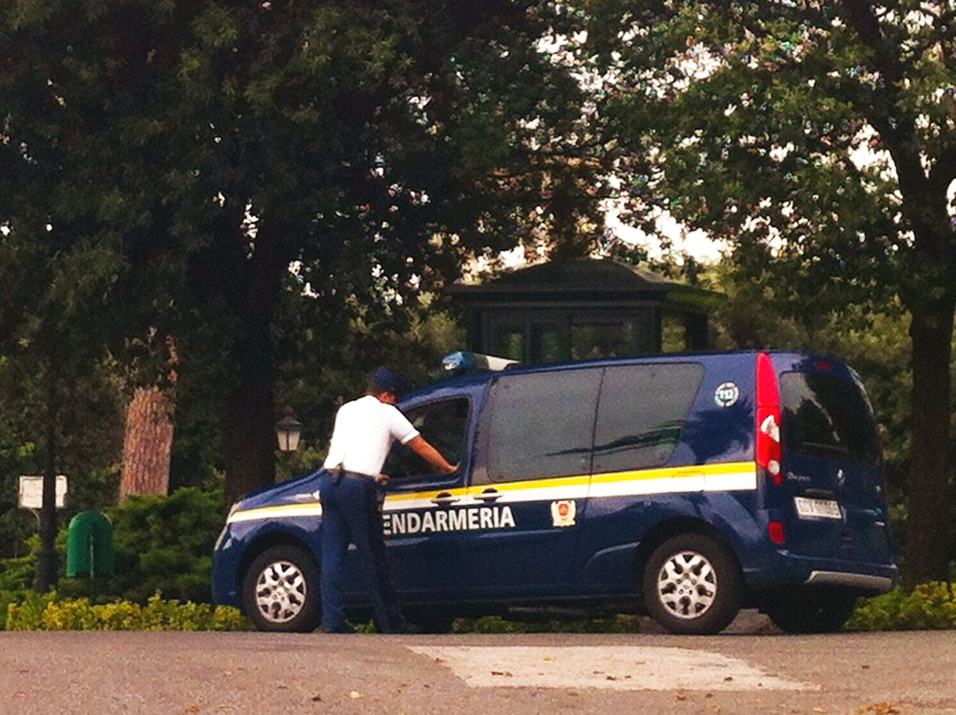
Renault Kangoo de la Gendarmerie vaticane stationné dans les jardins du Vatican

Le 5 septembre 2012, Renault a offert deux Kangoo Maxi Z.E électriques, une destinée à servir de Papamobile et l'autre destinée à la gendarmerie.
Le 12 juin 2013, Harley-Davidson a offert quatre motos au pape François, dont deux du modèle Road King Police destinées à la gendarmerie.

### Armement
Les gendarmes sont dotés de pistolets semi-automatiques Glock (de différentes versions) portés de manière apparente. Ils disposent aussi de quelques armes plus puissantes, comme des pistolets-mitrailleurs Beretta M12S - également utilisés par la police italienne - et Heckler & Koch MP5. Le Groupe d'intervention rapide (GIR) est équipé de Bushmaster Carbon 15 (en) (9 mm) et de fusils à pompe Fabarm ultra short 14 (cal. 12). Les gendarmes sont aussi équipés de pulvérisateurs au poivre.